# Plagiochila udarii
Plagiochila udarii là một loài rêu trong họ Plagiochilaceae. Loài này được S.C. Srivast. & R. Dixit mô tả khoa học đầu tiên năm 1994.